# 塔拉·沃恩
塔拉·沃恩（英語：Tara Vaughan，2003年12月28日—），新西兰女子皮划艇运动员，2023年世界皮划艇竞速锦标赛女子四人皮艇500米金牌得主、2024年夏季奥林匹克运动会女子四人皮艇500米金牌得主。